# Никифоровский, Иван Тарасьевич
Иван Тарасьевич Никифоровский (около 1860, село Загорье, Себежский уезд, Витебская губерния — 13 (25) октября 1895, там же) — преподаватель Витебской духовной семинарии, знаток русского раскола старообрядчества, миссионер.

## Биография
Родился около 1860 года в семье священника села Загорье Себежского уезда Витебской губернии Тараса Яковлевича Никифоровского.
В 1884 году окончил Витебскую духовную семинарию.
В 1888 году первым кандидатом окончил курс Санкт-Петербургской духовной академии. Среди его однокурсников был Василий Иванович Белавин — будущий патриарх Тихон.
После окончания академии оставался год стипендиатом, проводя время за обстоятельным изучением источников и пособий науке о старообрядчестве.
16 октября 1889 года назначен на кафедру обличения раскола Самарской духовной семинарии. Помимо преподавания проводил собеседования со старообрядцами, писал научные статьи.
Был избран членом Самарского отделения православного миссионерского общества.
Распоряжением высшего начальства от 15 октября 1892 году переведён на кафедру обличения раскола Витебской духовной семинарии. Кроме того, с 1893 года состоял учителем русской словесности в женском училище девиц духовного звания.
В Витебске регулярно проводил собеседования со старообрядцами, издавал листки миссионерского содержания, основал комитет для организации противораскольнической миссии в епархии.
Московская и Санкт-Петербургские духовные академии предлагали ему свои кафедры истории и обличения раскола, которые он не смог занять по состоянию здоровья.
Подготовленная магистерская диссертация «Об основаниях, на которых утверждается в Стоглавнике учение а) о двуперстии для крестного знамения, б) о сугубой аллилуии, в) о небритии и нестрижении бороды и усов (на основании рукописей Софийской и Кирилло-Белозерской библиотек)» представленная на степень кандидата богословия, была удостоена высшей денежной награды.
В конце апреля 1895 года уехал к отцу на родину для поправки здоровья.
Скончался 13 октября 1895 года от чахотки.

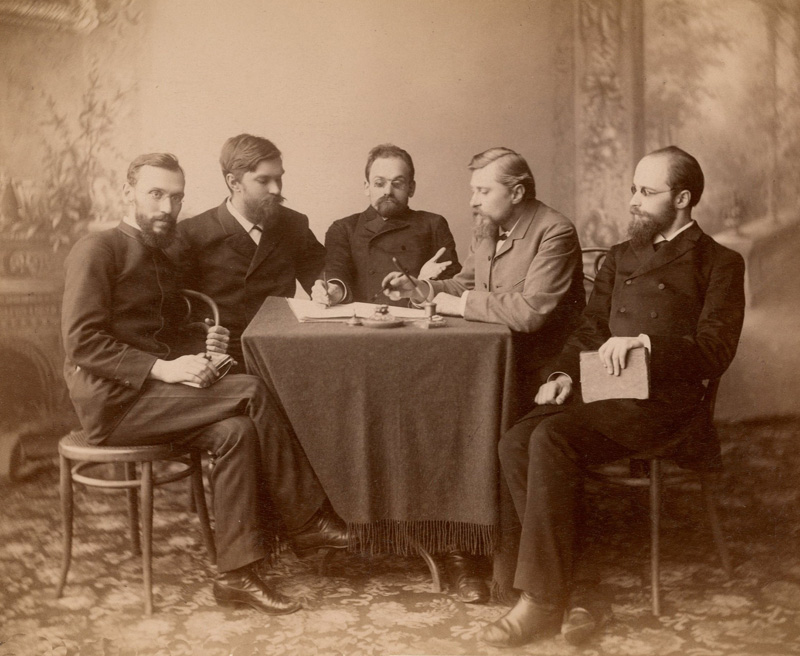

## Сочинения
- К материалам для характеристики современного раскола («Беловодская иерархия»)//Христианское чтение. 1890. № 11-12. С. 689—694.
- Несколько слов относительно взгляда профессора Н. О. Каптерева на перстосложение древних киевлян, сербов и греков // Христианское чтение. 1891. № 7-8. С. 110—140; № 9-10. С. 283—316.
- Краткие замечания об отношении русских сект к государству // Самарские епархиальные ведомости. 1891. № 8. С. 265—276.
- Краткие замечания об отношении русских сект к государству // Кишиневские епархиальные ведомости. Неофициальный отдел. 1891. № 11. С. 400—408; № 12. С. 428—436.
- К истории славяно-беловодской иерархии // Самарские епархиальные ведомости. 1891. № 10. С. 317—335. № 11. С. 349—373.
- Основная особенность старообрядческого раскола. Самара. Типо-литография Н. А. Жданова. 1892.
- Темнота религиозного сознания, как основная особенность старообрядческого раскола // Самарские епархиальные ведомости. 1892. № 3. Часть неофициальная. С. 111-123.
- К бывшим некогда братьям нашим во Христе и во Церкви, ныне же вне единения с нами пребывающим, именуемым старообрядцам. — Разбор ответов, данных безпоповцами пригорода Белого-Яра на предложенные им вопросы, и ответ на 12 их вопросов. Самара. 1893.